# Herb Namibii
Herb Namibii – symbol Namibii.

## Opis
W centrum herbu znajduje się  tarcza heraldyczna z flagą Namibii, podtrzymywaną z obu stron przez antylopy oryks (Oryx gazella) - charakterystyczne zwierzęta pustyń Namibii, znane ze zwinności i elegancji. Na tarczy, na rzędzie diamentów, nawiązujących do głównego bogactwa Namibii, siedzi występujący w północnej części kraju afrykański orzeł (Haliaeetus vocifer), ze skrzydłami rozpostartymi do lotu. Poza ta ma symbolizować przyszłość kraju.
Tarcza stoi na żółtym piasku pustyni Namib, tuż przed nią znajduje się welwiczja (Welwitschia mirabilis) - charakterystyczna roślina rosnąca w północnej Namibii i na pustyni Namib, będąca jednym z najstarszym spośród występujących obecnie gatunków, która charakteryzuje się m.in. tym, iż potrafi przetrwać bez wody wiele miesięcy, a jej nasiona zachowują zdolność do kiełkowania nawet po dwóch tysiącach lat.
U dołu znajduje się szarfa z anglojęzycznym napisem: UNITY, LIBERTY, JUSTICE (jedność, wolność, sprawiedliwość). Hasła te są podstawowymi zasadami zawartymi w konstytucji kraju.

## Historia
Niemiecka Afryka Południowo-Zachodnia

Oficjalny herb Niemieckiej Afryki Południowo-Zachodniej.
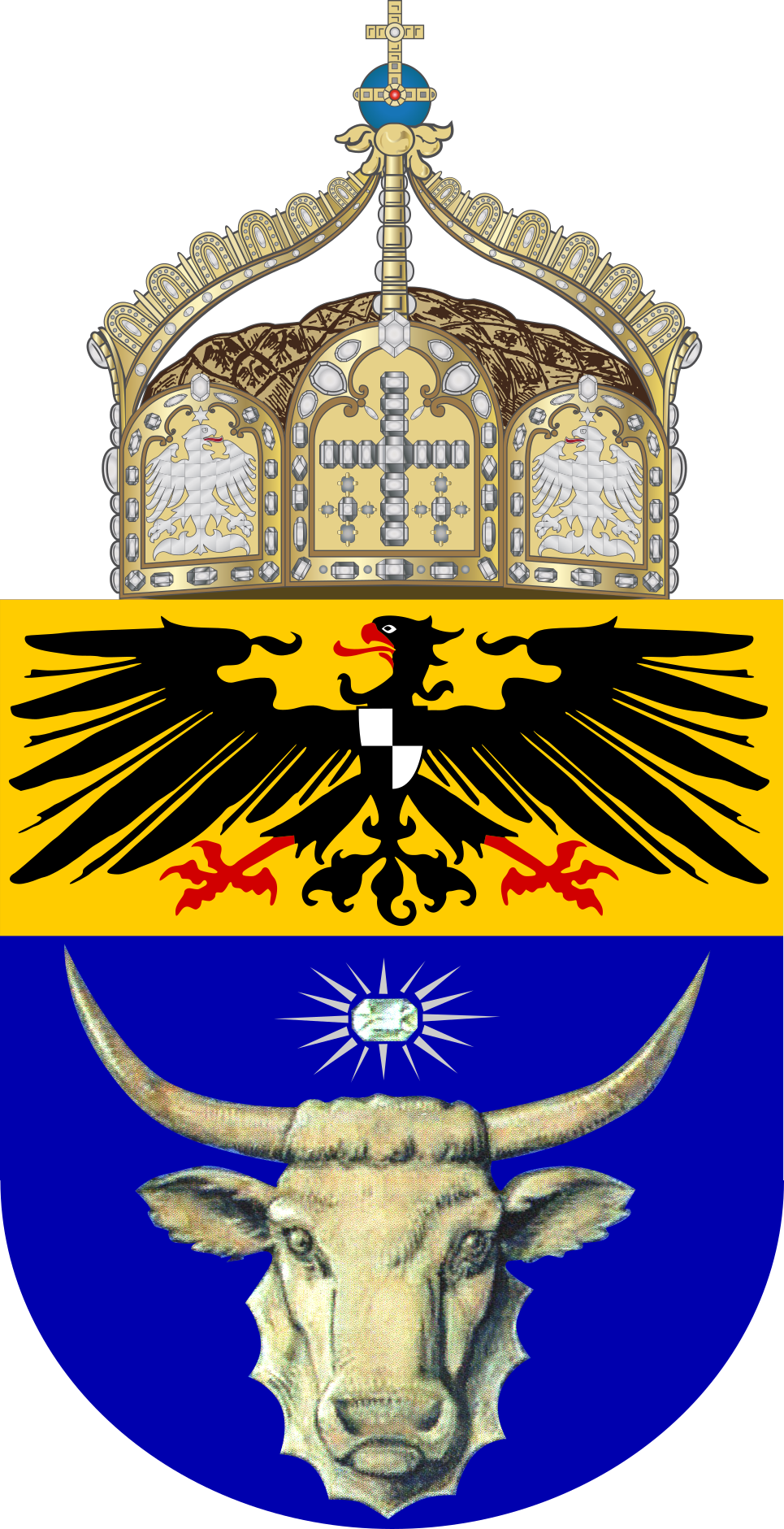
Nieprzyjęta propozycja z 1914.

W 1914 r. Rząd Cesarstwa Niemieckiego zdecydował o przydzieleniu herbów koloniom niemieckim, w tym południowo-zachodniej Afryce. Herb został zaprojektowany, ale wybuchła I wojna światowa i nigdy nie został przyjęty. Tarcza proponowanego herbu przedstawiała głowę byka, diament i niemieckiego orła cesarskiego.
Afryka Południowo-Zachodnia
W 1958 r. Administracja południowo-zachodniej Afryki zdecydowała, że terytorium powinno posiadać oficjalny herb. Plany zostały stworzone w 1961 roku, upublicznione w 1963 roku i zarejestrowane w 1964 roku.
Oficjalny herb to:

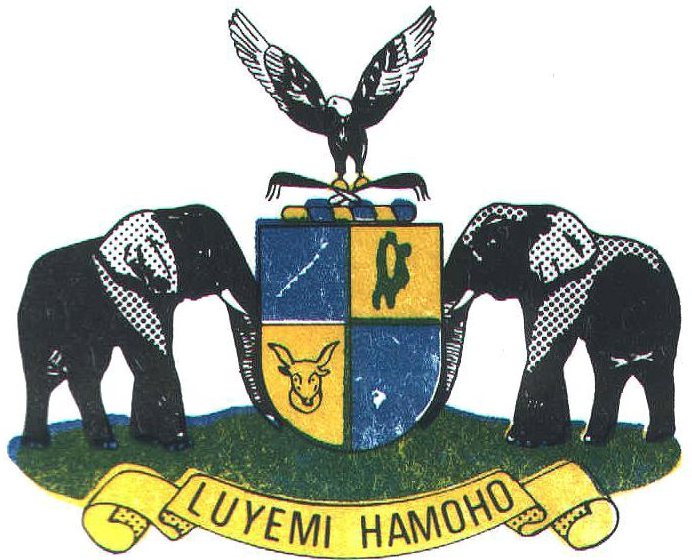
Herb bantustanu Wschodnie Caprivi (1972–1989)

- Tarcza srebrna, trójdzielna w klin w pierwszym polu łeb barana, u podstawy młot i kilof i poniżej trzy trójkątne diamenty na polu czerwonym, w trzecim polu głowa i szyja byka zwrócona w prawo; na głowicy, na polu pierwszym, czerwonym fort srebrny, na polu drugim czarny orzeł zwrócony głową w prawo, na polu trzecim, czerwonym srebrny krzyż łaciński.
- zwieńczona srebrno-czerwonym zawojem, w klejnocie antylopa.
- trzymacze to antylopa i kudu spoczywające na pustynnym pagórku, z rosnącą welwiczja przedziwną.

Herb Południowo-Zachodniej Afryki (1963–80)

- Motto: Viribus unitis.